# Nadeschda Leonidowna Iljina
Nadeschda Leonidowna Iljina (russisch Надежда Леонидовна Ильина, engl. Transkription Nadezhda Ilyina, geb. Колесникова – Kolesnikowa – Kolesnikova; * 24. Januar 1949 in Selenokumsk; † 7. Dezember 2013 in der Oblast Moskau) war eine sowjetische Sprinterin, die sich auf den 400-Meter-Lauf spezialisiert hatte.

## Karriere
Bei den Olympischen Spielen 1972 in München schied sie im Halbfinale aus und kam mit der sowjetischen Mannschaft in der 4-mal-400-Meter-Staffel auf den achten Platz. 1973 siegte sie bei der Universiade.
1974 gewann sie Silber bei den Leichtathletik-Halleneuropameisterschaften. Bei den Leichtathletik-Europameisterschaften in Rom wurde sie Vierte im Einzelwettbewerb und gewann Bronze mit der sowjetischen Mannschaft in der 4-mal-400-Meter-Staffel. 1975 folgte eine weitere Silbermedaille bei Halleneuropameisterschaften.
Im Jahr darauf erreichte sie bei den Olympischen Spielen in Montreal erneut das Halbfinale. In der 4-mal-400-Meter-Staffel holte sie mit dem sowjetischen Quartett die Bronzemedaille.
Dreimal wurde sie sowjetische Meisterin im Freien (1973–1975) und zweimal in der Halle (1973, 1974).
Nadeschda Iljina kam am 7. Dezember 2013 bei einem Autounfall ums Leben.
Ihre Tochter ist die Profi-Tennisspielerin Nadeschda Petrowa.

## Persönliche Bestzeiten
- 400 m: 51,19 s, 29. Mai 1976, München
  - Halle: 52,44 s, 10. März 1974, Göteborg